# Proteste indischer Landwirte 2020–2021

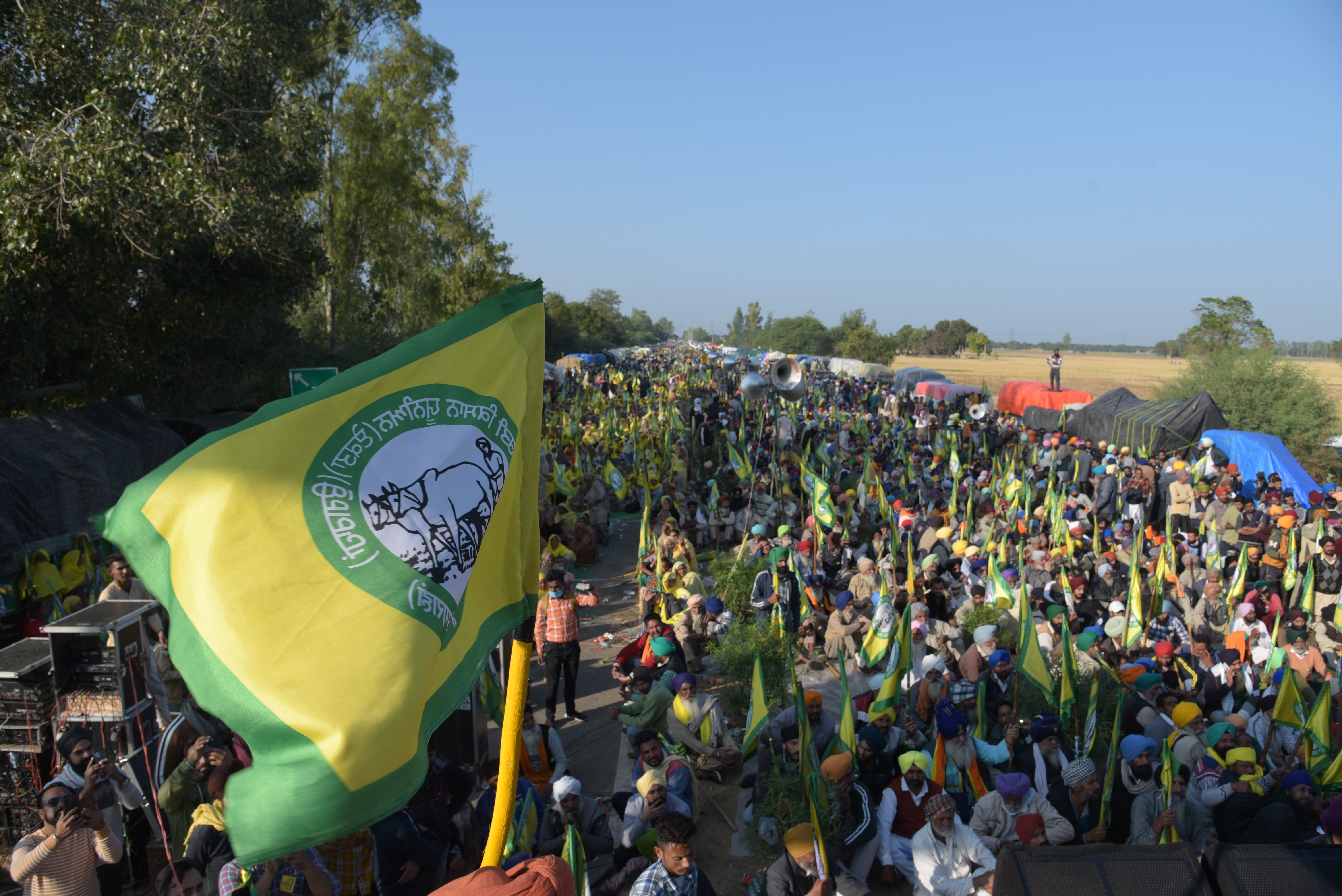
Protest in Delhi

Die Proteste indischer Landwirte 2020–2021 richteten sich gegen drei Landwirtschaftsgesetze des indischen Parlaments.

## Hintergrund
Im Jahr 2017 veröffentlichte die Zentralregierung Modellgesetze für die Landwirtschaft. Es stellte sich jedoch heraus, dass eine Reihe der in den Modellgesetzen vorgesehenen Reformen von den Bundesstaaten nicht umgesetzt worden waren. Im Juli 2019 wurde ein Komitee, bestehend aus sieben Chief Ministers, eingesetzt, um die Umsetzung zu diskutieren. Dementsprechend verkündete die indische Zentralregierung in der ersten Juniwoche 2020 drei Verordnungen, die sich unter anderem mit landwirtschaftlichen Produkten, deren Verkauf, Horten, Agrarmarketing und Reformen der Vertragslandwirtschaft befassten. Diese Verordnungen wurden als Gesetzesvorlagen eingebracht und am 15. und 18. September 2020 vom indischen Parlament verabschiedet. Später verabschiedete auch die Rajya Sabha die drei Gesetzesvorlagen bis zum 22. September 2020.
Der indische Präsident Ram Nath Kovind setzte am 28. September 2020 die Gesetzesentwürfe per Unterschrift in Kraft.
Diese Gesetze sind:
1. The Farmers’ Produce Trade and Commerce (Promotion and Facilitation) Act, 2020 („Gesetz zur Erleichterung und Förderung des Handels und Verkaufs von bäuerlichen Produkten“):[5] Erweitert den Geltungsbereich des Handels mit bäuerlichen Produkten von ausgewählten Gebieten auf „jeden Ort der Produktion, Sammlung und Aggregation“. Erlaubt den elektronischen Handel und E-Commerce von ausgewählten Bauernprodukten. Verbietet den Regierungen der Bundesstaaten, von Landwirten, Händlern und elektronischen Handelsplattformen Marktgebühren, Abgaben oder Gebühren für den Handel mit bäuerlichen Produkten zu erheben, der in einem „Außenhandelsgebiet“ stattfindet.
2. The Farmers (Empowerment and Protection) Agreement on Price Assurance and Farm Services Act, 2020 („Gesetz zur Stärkung und zum Schutz von Landwirten in Bezug auf Preisgarantien für landwirtschaftliche Leistungen“):[6] schafft einen Rahmen für Vertragslandwirtschaft durch eine Vereinbarung zwischen einem Landwirt und einem Käufer vor der Produktion oder Aufzucht von landwirtschaftlichen Erzeugnissen. Es sieht einen dreistufigen Streitbeilegungsmechanismus vor: die Schlichtungsstelle, den Sub-Divisional Magistrate und die Berufungsbehörde.
3. The Essential Commodities (Amendment) Act, 2020 („Zusatzbestimmung für das Gesetz über wichtige Güter“):[7] Erlaubt der Zentralregierung, bestimmte Lebensmittel in außergewöhnlichen Situationen wie Krieg oder Hungersnot zu regulieren. Verlangt, dass die Auferlegung einer Bestandsgrenze für landwirtschaftliche Produkte auf dem Preisanstieg basiert.